# Ministère de l'Éducation nationale (Turquie)
Pour les articles homonymes, voir Ministère de l'Éducation.
Le ministère de l'Éducation nationale turque est l’administration turque chargée de préparer et mettre en œuvre la politique du gouvernement dans le domaine de l’éducation.

## Histoire
Le ministère de l'Éducation nationale turque a été initialement fondé en 1869 sous l'Empire ottoman, puis modernisé en 1920, peu avant la fondation de la république de Turquie en 1923.
En 1939, le ministère refuse à Béla Bartók l'autorisation de vivre en Turquie pour étudier la musique traditionnelle turque.
Pour l'année scolaire 2010-2011, le ministère de l'Éducation nationale a comptabilisé 15 729 710 élèves pour 726 033 enseignants sur 42 078 établissements. Son budget annuel eb 2011 s'élevait 
à 14,8 milliards d’euros, soit 20,8 % de plus que l'année précédente. 
En juillet 2016, le gouvernement turc annonce la suspension de 15 200 fonctionnaires de l'Éducation nationale (ou 21 738 selon les sources) dans le cadre des purges suivant la tentative de coup d'État de 2016 en Turquie,. L'année suivante, les programmes scolaires sont modifiés pour y introduire la tentative de coup d'État de 2016, le concept de djihad (apprentissage de « la véritable signification du djihad »), et retirer la théorie de l'évolution de Darwin, ces changements étant qualifiés de « fin de la vision eurocentrée dispensée, par exemple, dans les cours d’histoire ».
En 2017, le ministre de l'Éducation nationale İsmet Yılmaz affirme que plus de la moitié des 850 000 Syriens résidant en Turquie et en âge d'aller à l'école ont bénéficié du système scolaire turque en 2016-2017, et affiche clairement son ambition de scolariser tous les enfants syriens en Turquie. En Turquie les écoles sont mixtes en général, mais dans la majorité des écoles privées, les filles et garçons sont séparés. Selon l'article 15 de la loi fondamentale nationale turque sur l’éducation; « Il est essentiel de fournir une co-éducation entre les garçons et les filles dans les écoles.

## Liste des ministres depuis 1923
| 1  | İsmail Safa Özler         | 30 octobre 1923   | 6 mars 1924       |  | Parti républicain du peuple             |
| 2  | Hüseyin Vasıf Çınar       | 6 mars 1924       | 22 novembre 1924  |  | Parti républicain du peuple             |
| 3  | Şükrü Saraçoğlu           | 22 novembre 1924  | 3 mars 1925       |  | Parti républicain du peuple             |
| 4  | Hamdullah Suphi Tanrıöver | 3 mars 1925       | 19 décembre 1925  |  | Parti républicain du peuple             |
| 5  | Mustafa Necati Uğural     | 20 décembre 1925  | 1er janvier 1929  |  | Parti républicain du peuple             |
| 6  | İsmet İnönü               | 1er janvier 1929  | 8 janvier 1929    |  | Parti républicain du peuple             |
| 7  | İsmet İnönü               | 9 janvier 1929    | 27 février 1929   |  | Parti républicain du peuple             |
| 8  | Hüseyin Vasıf Çınar       | 28 février 1929   | 7 avril 1929      |  | Parti républicain du peuple             |
| 9  | Recep Peker               | 7 avril 1929      | 10 avril 1929     |  | Parti républicain du peuple             |
| 10 | Cemal Hüsnü Taray         | 10 avril 1929     | 15 septembre 1930 |  | Parti républicain du peuple             |
| 11 | Refik Saydam              | 17 septembre 1930 | 27 septembre 1930 |  | Parti républicain du peuple             |
| 12 | Esat Sagay                | 27 septembre 1930 | 18 septembre 1932 |  | Parti républicain du peuple             |
| 13 | Reşit Galip               | 19 septembre 1932 | 13 août 1933      |  | Parti républicain du peuple             |
| 14 | Refik Saydam              | 13 août 1933      | 26 octobre 1933   |  | Parti républicain du peuple             |
| 15 | Yusuf Hikmet Bayur        | 27 octobre 1933   | 8 juillet 1934    |  | Parti républicain du peuple             |
| 16 | Zeynel Abidin Özmen       | 9 juillet 1934    | 9 juin 1935       |  | Parti républicain du peuple             |
| 17 | Saffet Arıkan             | 9 juin 1935       | 28 décembre 1938  |  | Parti républicain du peuple             |
| 18 | Hasan Âli Yücel           | 28 décembre 1938  | 5 août 1946       |  | Parti républicain du peuple             |
| 19 | Reşat Şemsettin Sirer     | 5 août 1946       | 9 juin 1948       |  | Parti républicain du peuple             |
| 20 | Hasan Tahsin Banguoğlu    | 10 juin 1948      | 22 mai 1950       |  | Parti républicain du peuple             |
| 21 | Hüseyin Avni Başman       | 22 mai 1950       | 2 août 1950       |  | Parti démocrate                         |
| 22 | Nuri Özsan                | 3 août 1950       | 10 août 1950      |  | Parti démocrate                         |
| 23 | Ahmet Tevfik İleri        | 11 août 1950      | 5 avril 1953      |  | Parti démocrate                         |
| 24 | Rıfkı Salim Burçak        | 9 avril 1953      | 17 mai 1954       |  | Parti démocrate                         |
| 25 | Hüseyin Celal Yardımcı    | 17 mai 1954       | 9 décembre 1955   |  | Parti démocrate                         |
| 26 | Ahmet Özel                | 9 décembre 1955   | 13 avril 1957     |  | Parti démocrate                         |
| 27 | Ahmet Tevfik İleri        | 13 avril 1957     | 25 novembre 1957  |  | Parti démocrate                         |
| 28 | Hüseyin Celal Yardımcı    | 26 novembre 1957  | 22 mai 1959       |  | Parti démocrate                         |
| 29 | Ahmet Tevfik İleri        | 22 mai 1959       | 8 décembre 1959   |  | Parti démocrate                         |
| 30 | Mehmet Atıf Benderlioğlu  | 9 décembre 1959   | 27 mai 1960       |  | Parti démocrate                         |
| 31 | Fehmi Yavuz               | 30 mai 1960       | 27 août 1960      |  |                                         |
| 32 | Fehmi Yavuz               | 27 août 1960      | 8 septembre 1960  |  |                                         |
| 33 | Bedrettin Tuncel          | 8 septembre 1960  | 5 janvier 1961    |  |                                         |
| 34 | Turhan Feyzioğlu          | 5 janvier 1961    | 7 février 1961    |  |                                         |
| 35 | Ahmet Tahtakılıç          | 7 février 1961    | 2 mars 1961       |  |                                         |
| 36 | Ahmet Tahtakılıç          | 3 mars 1961       | 25 octobre 1961   |  |                                         |
| 37 | Ahmet Tahtakılıç          | 25 octobre 1961   | 20 novembre 1961  |  |                                         |
| 38 | Mehmet Hilmi İncesulu     | 20 novembre 1961  | 25 juin 1962      |  | Parti républicain du peuple             |
| 39 | Şevket Raşit Hatipoğlu    | 25 juin 1962      | 8 juin 1963       |  | Parti républicain du peuple             |
| 40 | İbrahim Öktem             | 11 juin 1963      | 20 février 1965   |  | Parti républicain du peuple             |
| 41 | Nevzat Cihat Bilgehan     | 20 février 1965   | 27 octobre 1965   |  | Parti de la justice                     |
| 42 | Orhan Dengiz              | 27 octobre 1965   | 1er avril 1967    |  | Parti de la justice                     |
| 43 | Mehmet İlhami Ertem       | 1er avril 1967    | 3 novembre 1969   |  | Parti de la justice                     |
| 44 | Orhan Oğuz                | 3 novembre 1969   | 26 mars 1971      |  | Parti de la justice                     |
| 45 | Şinasi Orel               | 26 mars 1971      | 13 décembre 1971  |  | Indépendant                             |
| 46 | İsmail Hakkı Arar         | 13 décembre 1971  | 22 mai 1972       |  | Parti républicain du peuple             |
| 47 | Sabahattin Özbek          | 22 mai 1972       | 15 avril 1973     |  | Parti de la justice                     |
| 48 | Orhan Dengiz              | 15 avril 1973     | 26 janvier 1974   |  | Parti de la justice                     |
| 49 | Mustafa Üstündağ          | 26 janvier 1974   | 17 novembre 1974  |  | Parti républicain du peuple             |
| 50 | Safa Reisoğlu             | 17 novembre 1974  | 31 mars 1975      |  | Indépendant                             |
| 51 | Ali Naili Erdem           | 31 mars 1975      | 21 juin 1977      |  | Parti de la justice                     |
| 52 | Mustafa Üstündağ          | 21 juin 1977      | 21 juillet 1977   |  | Parti républicain du peuple             |
| 53 | Nahit Menteşe             | 21 juillet 1977   | 5 décembre 1978   |  | Parti de la justice                     |
| 54 | Mustafa Necdet Uğur       | 5 janvier 1978    | 12 novembre 1979  |  | Parti républicain du peuple             |
| 55 | Orhan Cemal Fersoy        | 12 novembre 1979  | 12 septembre 1980 |  | Parti de la justice                     |
| 56 | Hasan Sağlam              | 21 septembre 1980 | 13 décembre 1983  |  | militaire                               |
| 57 | Vehbi Dinçerler           | 13 décembre 1983  | 13 septembre 1985 |  | Parti de la mère patrie                 |
| 58 | Metin Emiroğlu            | 13 septembre 1985 | 21 décembre 1987  |  | Parti de la mère patrie                 |
| 59 | Hasan Celal Güzel         | 21 décembre 1987  | 30 mars 1989      |  | Parti de la mère patrie                 |
| 60 | Avni Akyol                | 30 mars 1989      | 20 novembre 1991  |  | Parti de la mère patrie                 |
| 61 | Köksal Toptan             | 20 novembre 1991  | 25 juin 1993      |  | Parti de la juste voie                  |
| 62 | Nahit Menteşe             | 25 juin 1993      | 24 octobre 1993   |  | Parti de la juste voie                  |
| 63 | Nevzat Ayaz               | 24 octobre 1993   | 5 octobre 1995    |  | Parti de la juste voie                  |
| 64 | Turhan Tayan              | 5 octobre 1995    | 28 juin 1996      |  | Parti de la juste voie                  |
| 65 | Mehmet Sağlam             | 28 juin 1996      | 30 juin 1997      |  | Parti de la juste voie                  |
| 66 | Hikmet Uluğbay            | 30 juin 1997      | 11 janvier 1999   |  | Parti de la gauche démocratique         |
| 67 | Metin Bostancıoğlu        | 11 janvier 1999   | 10 juillet 2002   |  | Parti de la gauche démocratique         |
| 68 | Necdet Tekin              | 10 juillet 2002   | 18 novembre 2002  |  | Parti de la gauche démocratique         |
| 69 | Erkan Mumcu               | 18 novembre 2002  | 14 mars 2003      |  | Parti de la justice et du développement |
| 70 | Hüseyin Çelik             | 14 mars 2003      | 1er mai 2009      |  | Parti de la justice et du développement |
| 71 | Nimet Çubukçu             | 1er mai 2009      | 6 juillet 2011    |  | Parti de la justice et du développement |
| 72 | Ömer Dinçer               | 6 juillet 2011    | 24 janvier 2013   |  | Parti de la justice et du développement |
| 73 | Nabi Avcı                 | 24 janvier 2013   | 24 mai 2016       |  | Parti de la justice et du développement |
| 74 | İsmet Yılmaz              | 24 mai 2016       | 10 juillet 2018   |  | Parti de la justice et du développement |
| 75 | Ziya Selçuk               | 10 juillet 2018   | 6 août 2021       |  | Parti de la justice et du développement |
| 76 | Mahmut Özer               | 6 août 2021       | 3 juin 2023       |  | Parti de la justice et du développement |
| 77 | Yusuf Tekin               | 3 juin 2023       | en cours          |  | Indépendant                             |

### Articles liés
- Liste des ministères en Turquie